# Ограбление по Фрейду
«Ограбление по Фрейду» (венг. Ruben Brandt, a gyűjtő, англ. Ruben Brandt, Collector) — полнометражный анимационный фильм венгерского режиссёра Милорада Крстича, вышедший на экраны 15 ноября 2018 года. Сюжет фильма, в котором тесно переплетены триллер, приключения, сюрреализм и психоделика насыщен отсылками к картинам великих художников XIX—XX веков.

## Сюжет
Психотерапевт Рубен Брандт страдает от жестоких ночных кошмаров, навеянных легендарными картинами знаменитых художников. Авантюристка, каскадер, грабительница музеев и роковая женщина Мими обращается за психологической помощью к Брандту, но вскоре видит, что тот сам нуждается в помощи. Тогда, уговорив трех других пациентов доктора — опытных грабителей, она решает украсть для него 13 картин, вызывающих его ночные кошмары. Ограблению подвергаются Лувр, Эрмитаж, Нью-Йоркский музей современного искусства, британская галерея Тейт и некоторые другие музеи и выставочные площадки мира. Полиция, мафиози и частный детектив Майк Ковальски пытаются найти преступников и разыскать человека, для которого совершаются эти преступления, прозванного «Коллекционером».

## Персонажи
- Рубен Брандт (озвучивает Иван Камараш), психотерапевт, «коллекционер». Его имя составлено из имён великих художников Рубенса и Рембрандта.
- Мими (озвучивает Габриэлла Хамори), одна из пациенток Рубена Брандта, грабительница, клептоман, бывший цирковой акробат, эффектная женщина.
- Майк Ковальски (озвучивает Залан Макранчи), вашингтонский частный детектив, международный эксперт по похищениям произведений искусства.
- Бай Бай Джо, пациент Рубена Брандта, VIP-телохранитель.
- Мембрано Бруно, пациент Рубена Брандта, двумерный грабитель банков, слишком много ест, что мешает его карьере.
- Фернандо, пациент Рубена Брандта, хакер.
- Марина, помощник детектива Ковальски, аналитик.

## Картины, украденные бандой Мими
- Фредерик Базиль — Портрет Ренуара (1867)
- Сандро Боттичелли — Рождение Венеры (ок. 1486)
- Ганс Гольбейн — Портрет Антуана ІІ Доброго, герцога Лотарингского (1543)
- Франк Дювенек — Свистящий мальчик (1872)
- Поль Гоген — Женщина, держащая плод (1893)
- Винсент Ван Гог — Портрет почтальона Жозефа Рулена (1888)
- Эдвард Хоппер — Полуночники (1942)
- Рене Магритт — Вероломство образов (1929)
- Эдуард Мане — Олимпия (1863 г.)
- Пабло Пикассо — Женщина с книгой (1932)
- Тициано Вечеллио — Венера Урбинская (1538)
- Диего Веласкес — Инфанта Маргарита Австрийская (1660)
- Энди Уорхол — Элвис I & II (1964)

Рождение Венеры
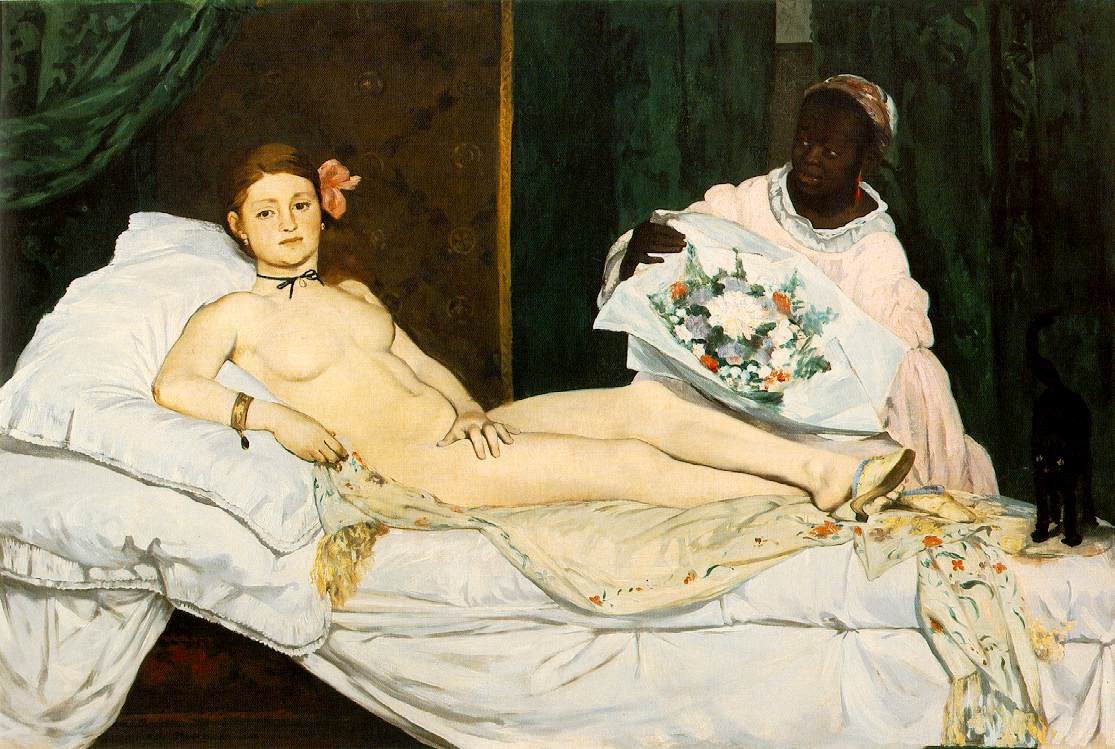
Олимпия
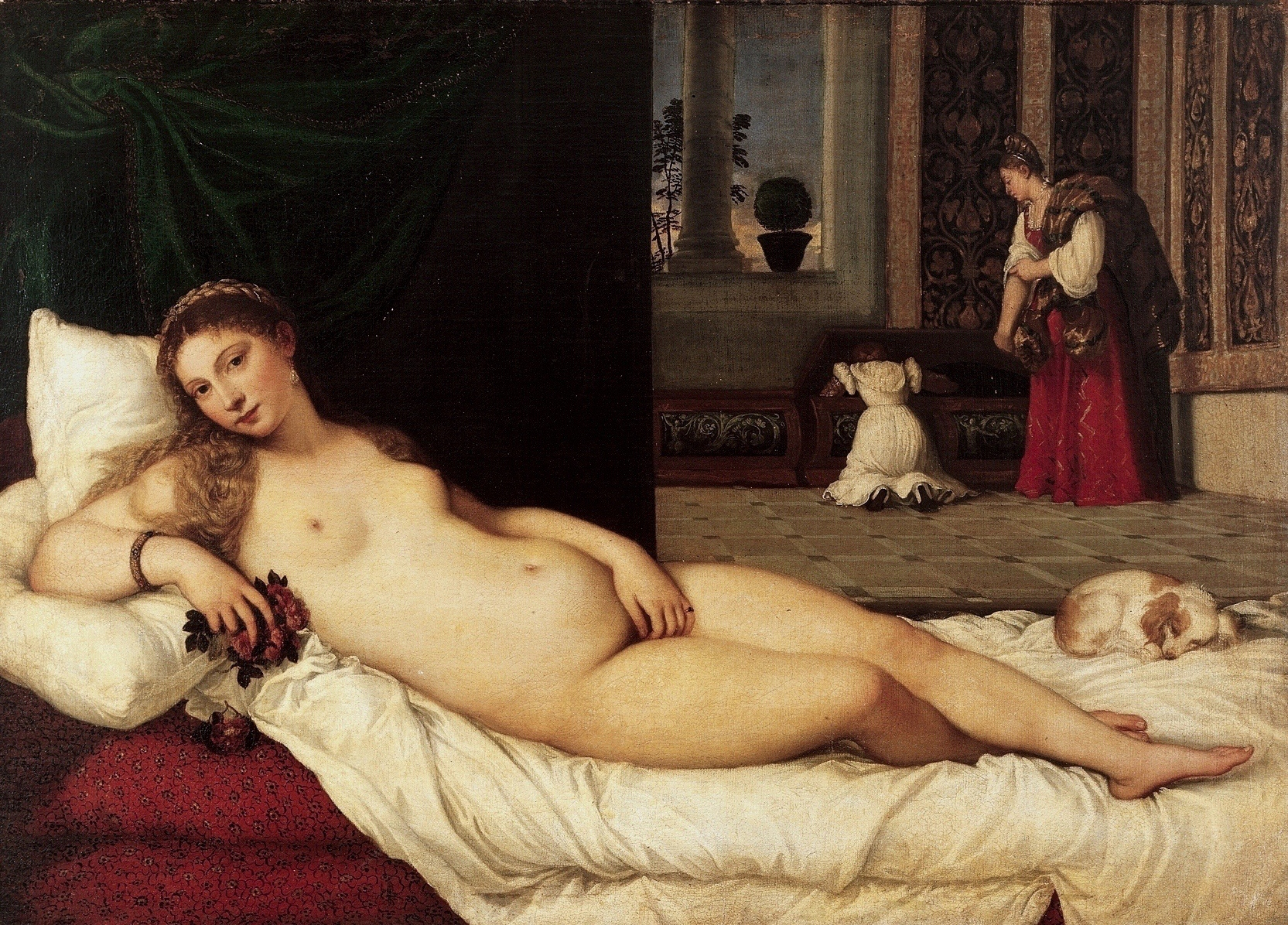
Венера Урбинская
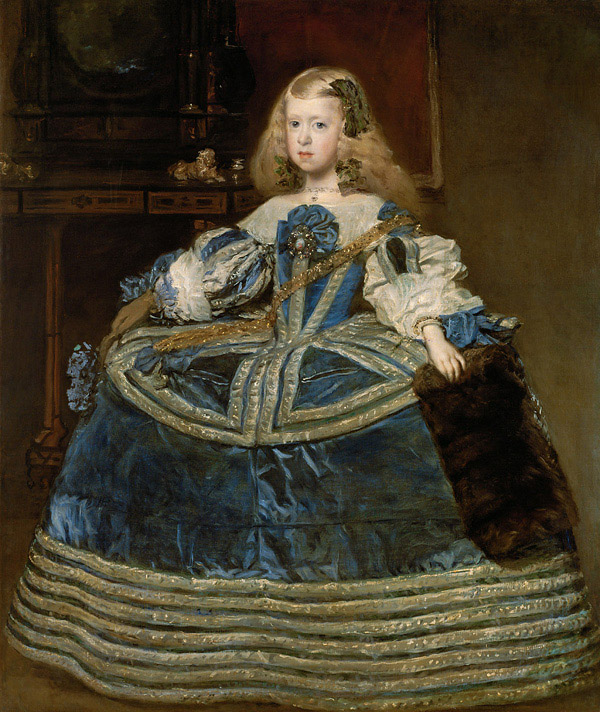
Инфанта в синем платье
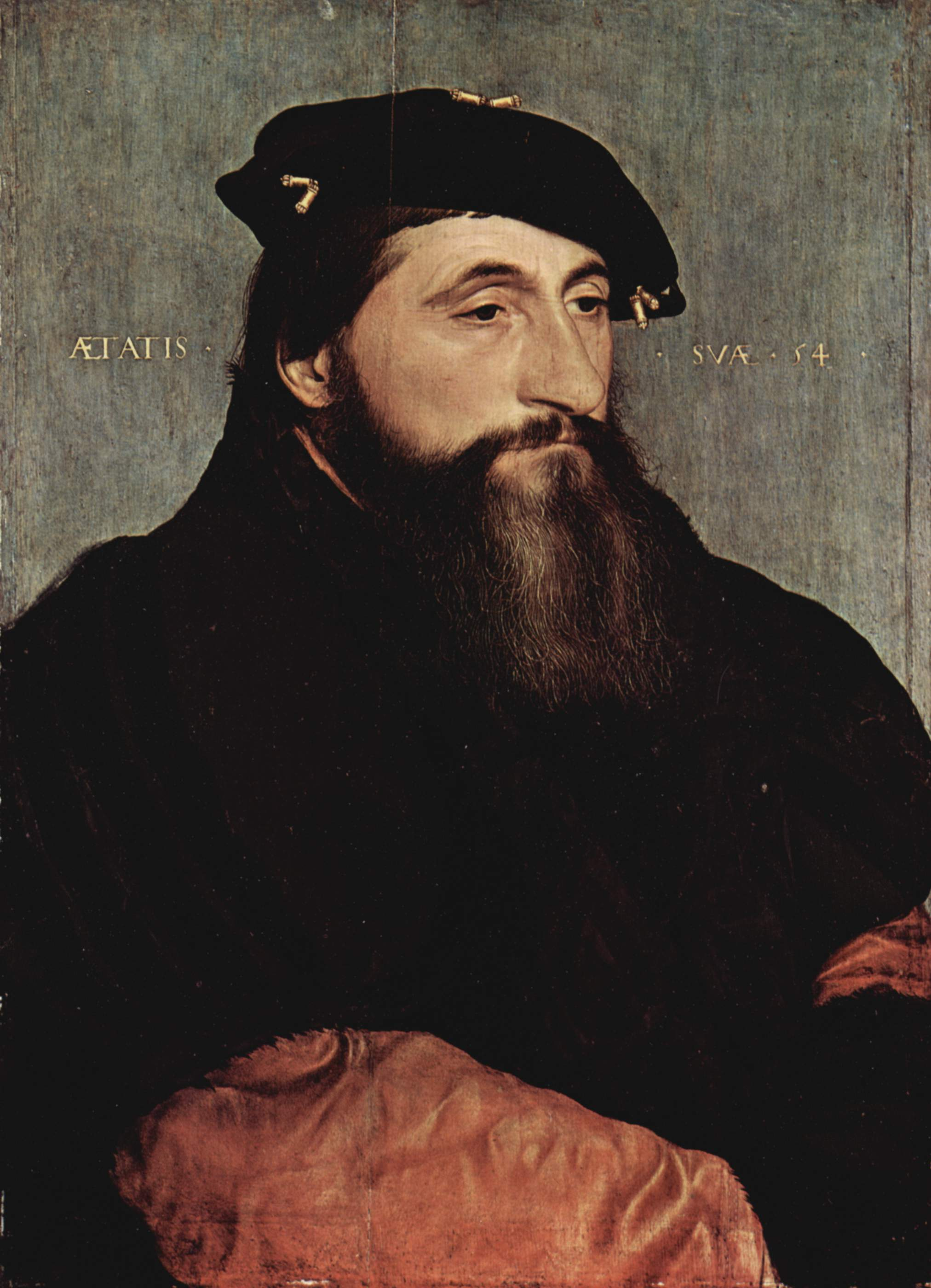
Портрет Антуана ІІ Доброго
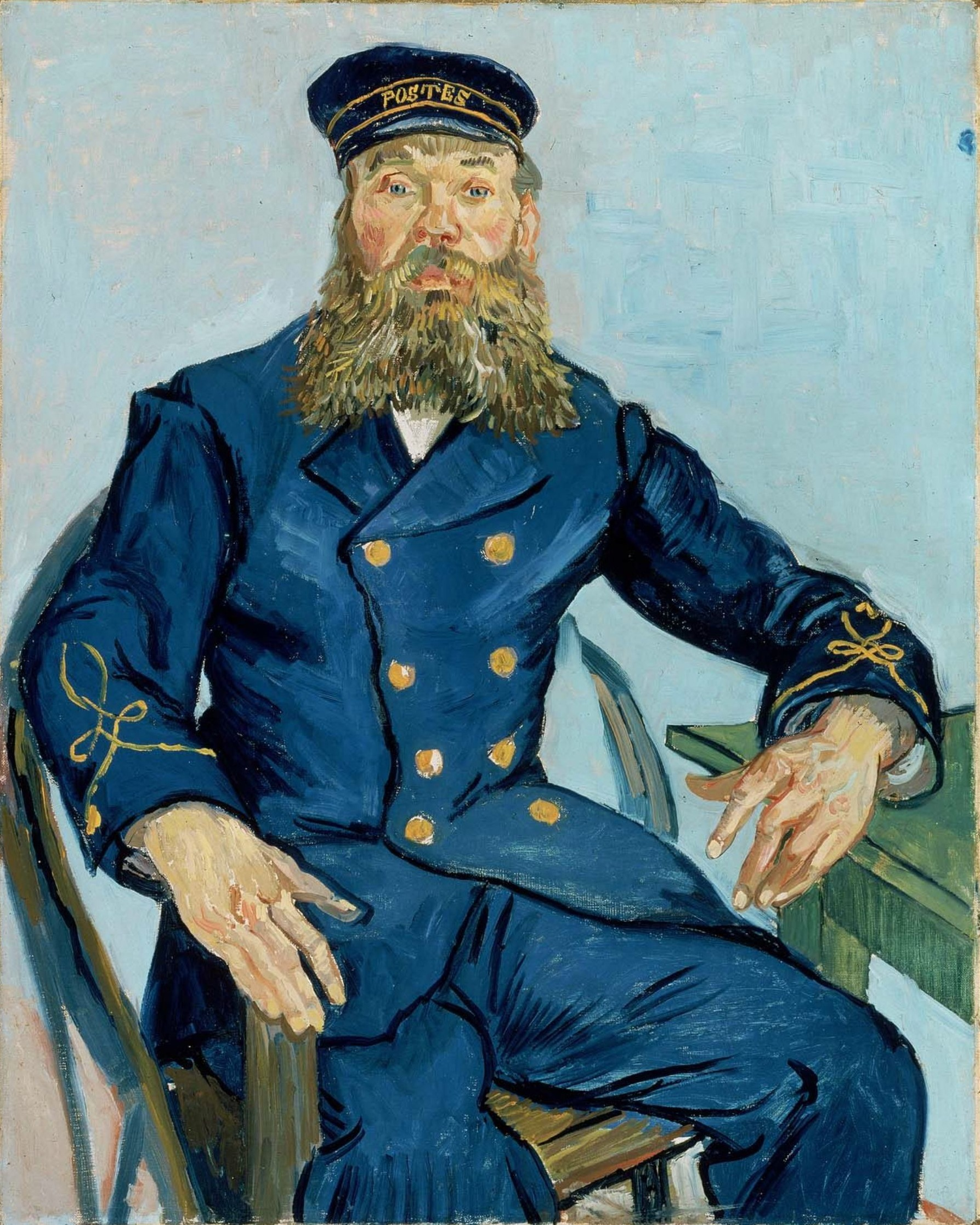
Портрет почтальона Жозефа Рулена
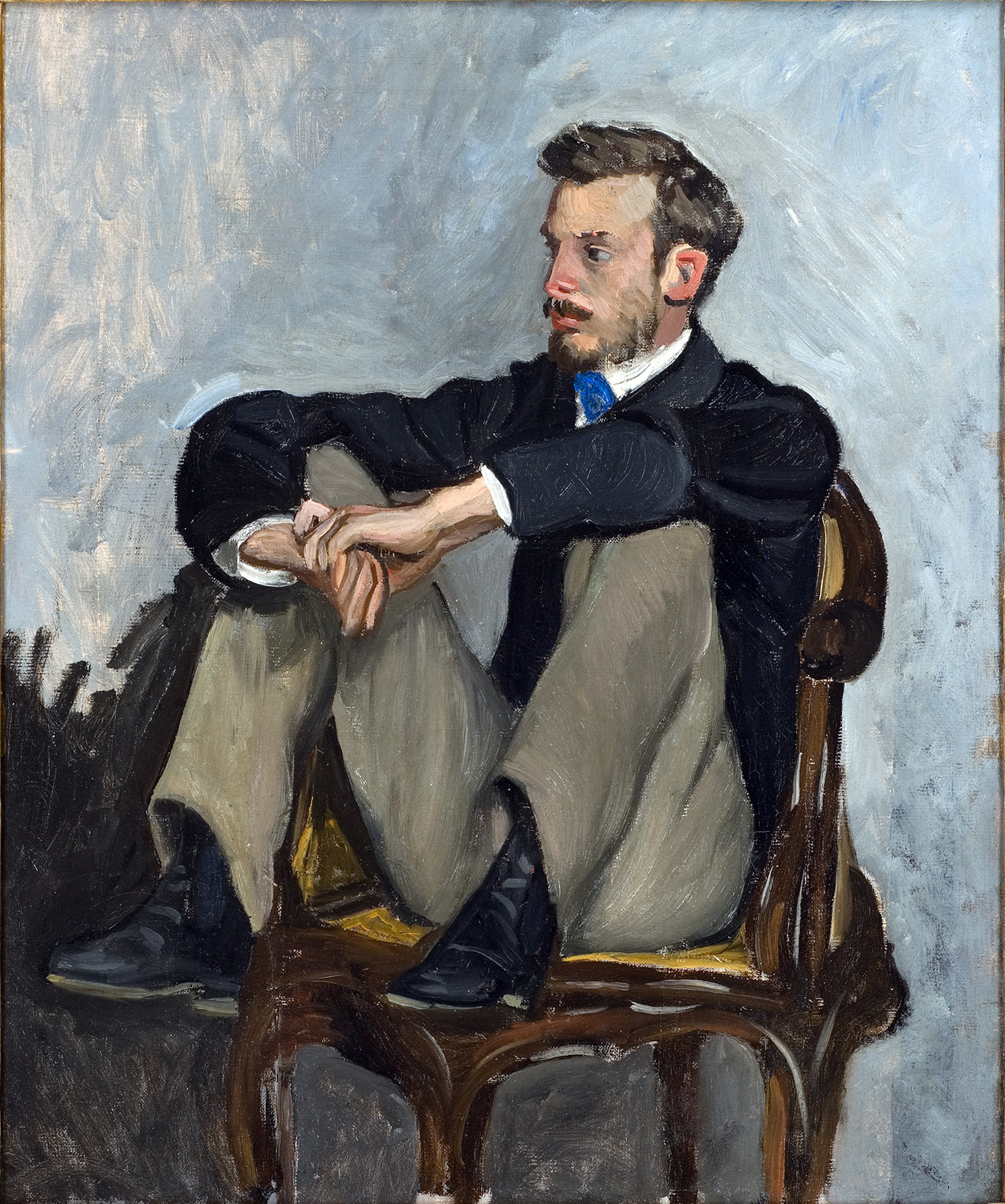
Портрет Ренуара
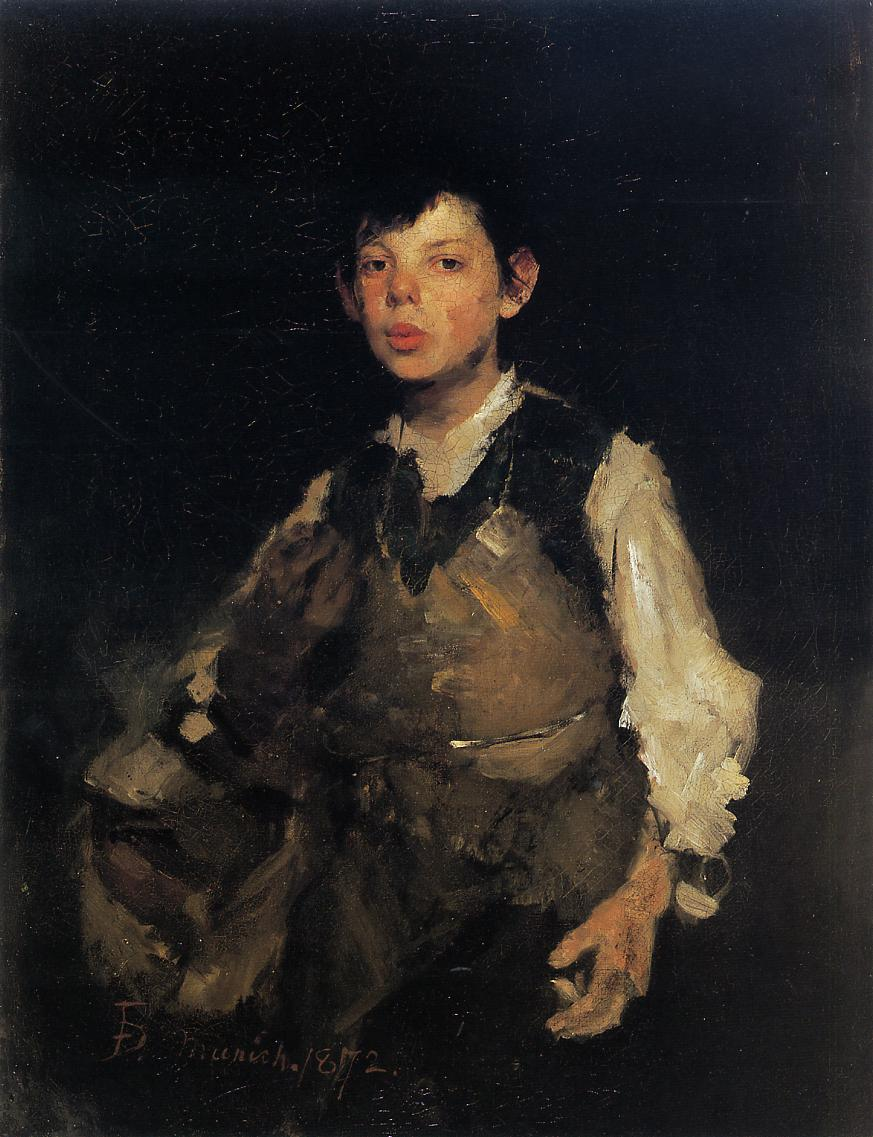
Свистящий мальчик
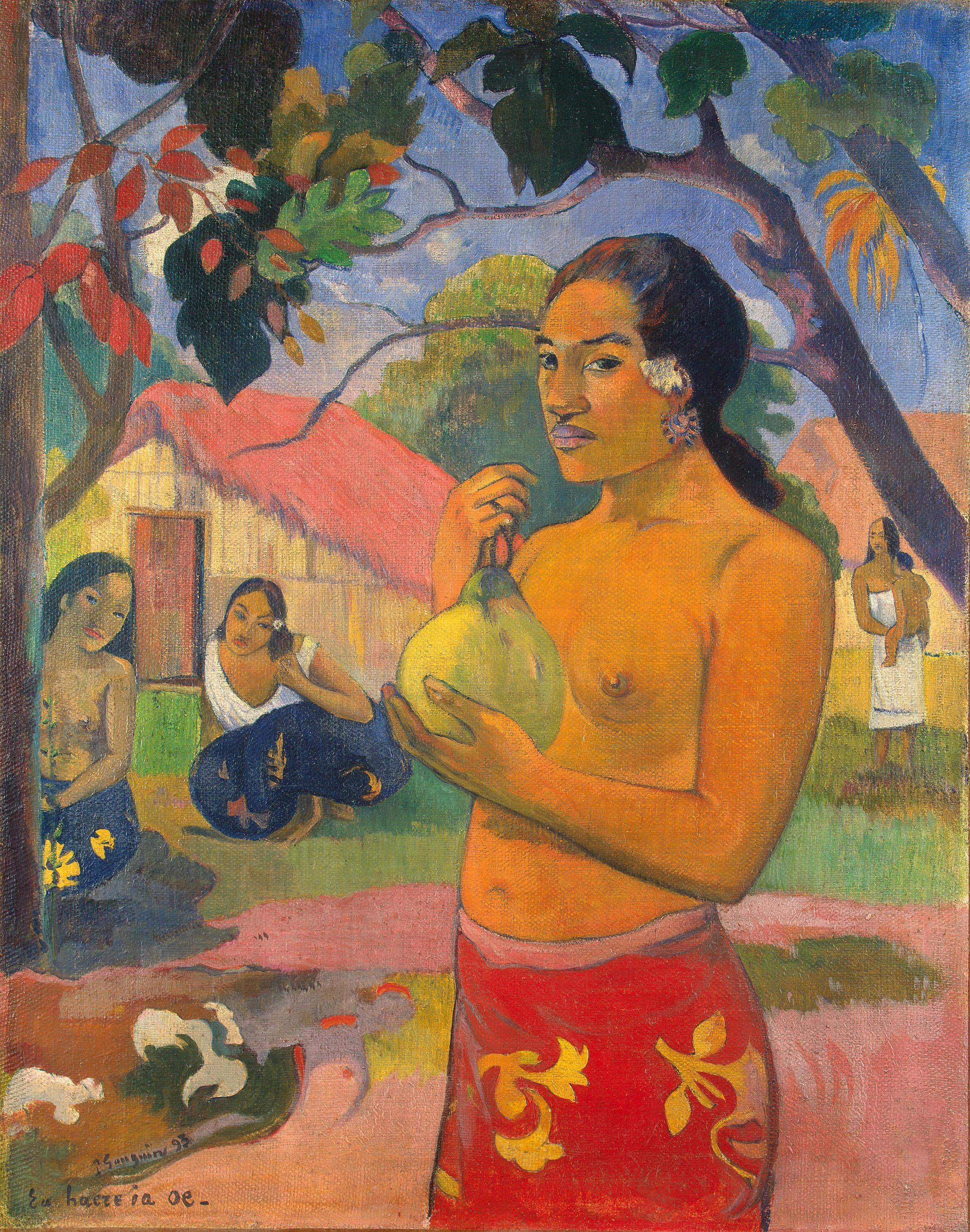
Женщина, держащая плод
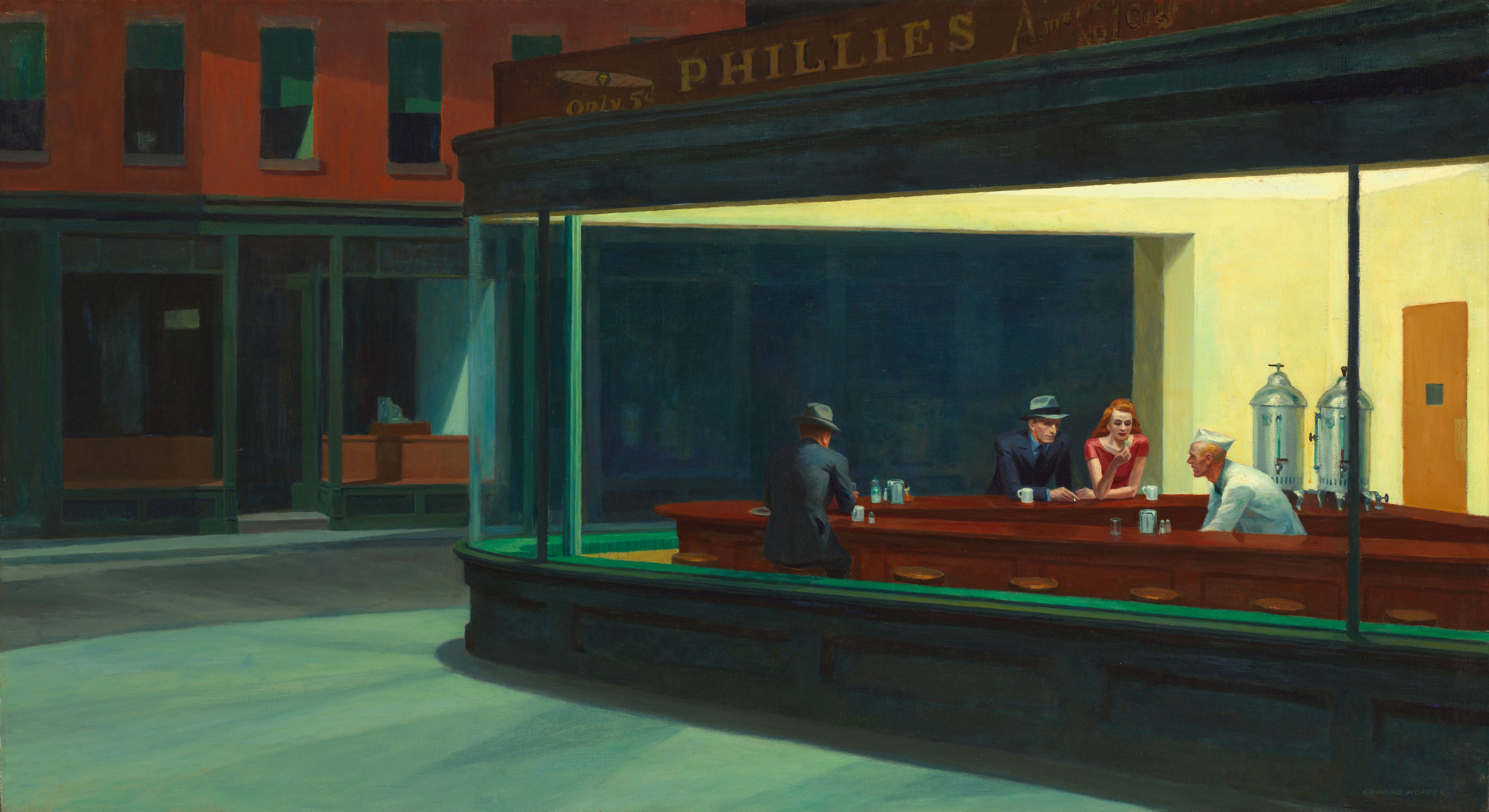
Полуночники
Вероломство образов

## Отзывы
Вадим Рутковский: «„Ограбление по Фрейду“ не просто головокружительная киноавантюра, но авантюра анимационная: сюжет здесь — часть ураганного фейерверка образов. Фраза „ничего подобного вы ещё не видели“ в данном случае не преувеличение (…) Каждый кадр здесь — сам по себе авангардистский шедевр, буйная, красочная и весёлая картинка, в которой классика деликатно даёт дорогу широко шагающей современности.»
Павел Шведов: «„Ограбление по Фрейду“ играет со зрителем в живописную чехарду, дразнит отсылками и цитатами, будоражит воспоминаниями и контекстом. И становится замечательным колодцем символов, из которого каждый зритель сможет выловить любимые.»
Юлия Лялина: «Местами мультфильм похож на диковинный музыкальный клип или ожившую авангардную картину. Показывает ограбление как искусство — и сам является предметом искусства. Редко где встретишь такую познавательность — и ещё реже найдёшь столь удачное сплетение познавательности с увлекательностью.»

## Награды
- В 2018 году мультфильм номинировался на престижную американскую премию «Спутник», присуждаемую Международной пресс-академией.
- В 2018 году мультфильм получил приз за Лучший сценарий на Фестивале европейского кино в Севилье en:Seville European Film Festival);
- В 2018 году получил приз за Лучший фильм на кинофестивале в Триесте (англ.).[5]